# Kwasy polikarboksylowe
Kwasy polikarboksylowe – kwasy karboksylowe zawierające więcej niż jedną grupę karboksylową. Mogą być łańcuchowe, cykliczne lub aromatyczne.
Ważniejsze kwasy trójkarboksylowe:
- kwas cytrynowy
- kwas izocytrynowy
- EDTA
- EGTA
- kwas melitowy
- kwas Kempa
- kwas 1,3,5-benzenotrikarboksylowy
- kwas nitrylotrioctowy